# Saturn Award de la meilleure réalisation
Le Saturn Award de la meilleure réalisation (Saturn Award for Best Direction) est une récompense cinématographique décernée chaque année depuis 1976 par l'Académie des films de science-fiction, fantastique et horreur (Academy of Science Fiction Fantasy & Horror Films) pour récompenser le meilleur réalisateur d'un film de science-fiction, fantastique ou d'horreur.

## Palmarès
Note : L'année indiquée est celle de la cérémonie, récompensant les films sortis au cours de l'année précédente. Les lauréats sont indiqués en tête de chaque catégorie et en caractères gras. Les titres originaux sont précisés entre parenthèses, sauf s'ils correspondent au titre en français.
Exceptionnellement, il n'y a pas eu de cérémonie en 1989. La cérémonie de 1990 a récompensé les films sortis en 1988, celle de 1991 ceux sortis en 1989-90.

### Années 1970
- 1976 : Mel Brooks pour Frankenstein Junior
- 1977 : Dan Curtis pour Trauma
- 1978 : George Lucas pour La Guerre des étoiles et Steven Spielberg pour Rencontres du troisième type - ex æquo
  - Nicolas Gessner pour La Petite Fille au bout du chemin
  - Carl Reiner pour Oh, God!
  - Don Taylor pour L'Île du docteur Moreau
- 1979 : Philip Kaufman pour L'Invasion des profanateurs
  - Franklin J. Schaffner pour Ces garçons qui venaient du Brésil
  - Warren Beatty et Buck Henry pour Le ciel peut attendre
  - Richard Donner pour Superman
  - Robin Hardy pour The Wicker Man

### Années 1980
- 1980 : Ridley Scott pour Alien, le huitième passager
  - John Badham pour Dracula
  - Peter Weir pour La Dernière Vague
  - Robert Wise pour Star Trek, le film
  - Nicholas Meyer pour C'était demain
- 1981 : Irvin Kershner pour L'Empire contre-attaque
  - Stanley Kubrick pour Shining
  - Ken Russell pour Au-delà du réel
  - Brian De Palma pour Pulsions
  - Vernon Zimmerman pour Fondu au noir
- 1982 : Steven Spielberg (2) pour Les Aventuriers de l'arche perdue
  - Michael Wadleigh pour Wolfen
  - John Carpenter pour New York 1997
  - John Boorman pour Excalibur
  - Terry Gilliam pour Bandits, bandits
- 1983 : Nicholas Meyer pour Star Trek 2 : La Colère de Khan
  - Tobe Hooper pour Poltergeist
  - George Miller pour Mad Max 2 : Le Défi
  - Ridley Scott pour Blade Runner
  - Steven Spielberg pour E.T. l'extra-terrestre
- 1984 : John Badham pour WarGames
  - Woody Allen pour Zelig
  - David Cronenberg pour Dead Zone
  - Richard Marquand pour Le Retour du Jedi
  - Douglas Trumbull pour Brainstorm
- 1985 : Joe Dante pour Gremlins
  - James Cameron pour Terminator
  - Ron Howard pour Splash
  - Leonard Nimoy pour Star Trek 3 : À la recherche de Spock
  - Steven Spielberg pour Indiana Jones et le Temple maudit
- 1986 : Ron Howard pour Cocoon
  - Woody Allen pour La Rose pourpre du Caire
  - Tom Holland pour Vampire, vous avez dit vampire ?
  - George Miller pour Mad Max : Au-delà du dôme du tonnerre
  - Dan O'Bannon pour Le Retour des morts-vivants
  - Robert Zemeckis pour Retour vers le futur
- 1987 : James Cameron pour Aliens, le retour
  - Randal Kleiser pour Le Vol du Navigateur
  - David Cronenberg pour La Mouche
  - John Badham pour Short Circuit
  - Leonard Nimoy pour Star Trek 4 : Retour sur Terre
- 1988 : Paul Verhoeven pour RoboCop
  - Kathryn Bigelow pour Aux frontières de l'aube
  - Joe Dante pour L'Aventure intérieure
  - William Dear pour Bigfoot et les Henderson
  - Jack Sholder pour Hidden
  - Stan Winston pour Pumpkinhead : Le Démon d'Halloween
- 1989 : Pas de cérémonie

### Années 1990
- 1990 : Robert Zemeckis pour Qui veut la peau de Roger Rabbit
  - Tim Burton pour Beetlejuice
  - Renny Harlin pour Le Cauchemar de Freddy
  - Anthony Hickox pour Waxwork
  - Penny Marshall pour Big
  - Charles Matthau pour Doin' Time on Planet Earth
- 1991 : James Cameron (2) pour Abyss
  - Clive Barker pour Cabal
  - Joe Dante pour Gremlins 2, la nouvelle génération
  - Alejandro Jodorowsky pour Santa sangre
  - Frank Marshall pour Arachnophobie (Arachnophobia)
  - Sam Raimi pour Darkman
  - Paul Verhoeven pour Total Recall
  - Robert Zemeckis pour Retour vers le futur 3
  - Jerry Zucker pour Ghost
- 1992 : James Cameron (3) pour Terminator 2 : Le Jugement dernier
  - Roger Corman pour La Résurrection de Frankenstein
  - William Dear pour Espion junior
  - Jonathan Demme pour Le Silence des agneaux
  - Terry Gilliam pour Fisher King : Le Roi pêcheur
  - Eric Red pour Body Parts
- 1993 : Francis Ford Coppola pour Dracula
  - Tim Burton pour Batman : Le Défi
  - David Fincher pour Alien 3
  - William Friedkin pour Le Sang du châtiment
  - Randal Kleiser pour Chérie, j'ai agrandi le bébé
  - Paul Verhoeven pour Basic Instinct
  - Robert Zemeckis pour La mort vous va si bien
- 1994 : Steven Spielberg (3) pour Jurassic Park
  - John McTiernan pour Last Action Hero
  - Harold Ramis pour Un jour sans fin
  - George Andrew Romero pour La Part des ténèbres
  - Henry Selick pour L'Étrange Noël de monsieur Jack
  - Ron Underwood pour Drôles de fantômes
  - John Woo pour Chasse à l'homme
- 1995 : James Cameron (4) pour True Lies
  - Jan de Bont pour Speed
  - William Dear pour Une équipe aux anges
  - Neil Jordan pour Entretien avec un vampire
  - Alex Proyas pour The Crow
  - Robert Zemeckis pour Forrest Gump
- 1996 : Kathryn Bigelow pour Strange Days
  - David Fincher pour Seven
  - Terry Gilliam pour L'Armée des douze singes
  - Joe Johnston pour Jumanji
  - Frank Marshall pour Congo
  - Robert Rodriguez pour Une nuit en enfer
  - Bryan Singer pour Usual Suspects
- 1997 : Roland Emmerich pour Independence Day
  - Tim Burton pour Mars Attacks!
  - Joel Coen pour Fargo
  - Wes Craven pour Scream
  - Jonathan Frakes pour Star Trek : Premier Contact (Star Trek: First Contact)
  - Peter Jackson pour Fantômes contre fantômes (The Frighteners)
- 1998 : John Woo pour Volte-face
  - Jean-Pierre Jeunet pour Alien, la résurrection
  - Barry Sonnenfeld pour Men in Black
  - Steven Spielberg pour Le Monde perdu : Jurassic Park
  - Paul Verhoeven pour Starship Troopers
  - Robert Zemeckis pour Contact
- 1999 : Michael Bay pour Armageddon
  - Rob S. Bowman pour The X Files, le film
  - Roland Emmerich pour Godzilla
  - Alex Proyas pour Dark City
  - Bryan Singer pour Un élève doué
  - Peter Weir pour The Truman Show

### Années 2000
- 2000 : Andy et Larry Wachowski pour Matrix
  - Tim Burton pour Sleepy Hollow : La Légende du cavalier sans tête
  - Frank Darabont pour La Ligne verte
  - George Lucas pour Star Wars, épisode I : La Menace fantôme
  - Dean Parisot pour Galaxy Quest
  - Stephen Sommers pour La Momie
- 2001 : Bryan Singer pour X-Men
  - Ridley Scott pour Gladiator
  - Ron Howard pour Le Grinch
  - Clint Eastwood pour Space Cowboys
  - Robert Zemeckis pour Apparences
  - Ang Lee pour Tigre et Dragon
- 2002 : Peter Jackson pour Le Seigneur des anneaux : La Communauté de l'anneau
  - Steven Spielberg pour A.I. Intelligence artificielle
  - Chris Columbus pour Harry Potter à l'école des sorciers
  - David Lynch pour Mulholland Drive
  - Alejandro Amenábar pour Les Autres
  - Christophe Gans pour Le Pacte des loups
- 2003 : Steven Spielberg (4) pour Minority Report
  - Bill Paxton pour Emprise
  - Chris Columbus pour Harry Potter et la Chambre des secrets
  - Peter Jackson pour Le Seigneur des anneaux : Les Deux Tours
  - Sam Raimi pour Spider-Man
  - George Lucas pour Star Wars, épisode II : L'Attaque des clones
- 2004 : Peter Jackson (2) pour Le Seigneur des anneaux : Le Retour du roi
  - Danny Boyle pour 28 jours plus tard
  - Quentin Tarantino pour Kill Bill, volume 1
  - Edward Zwick pour Le Dernier Samouraï
  - Gore Verbinski pour Pirates des Caraïbes : La Malédiction du Black Pearl
  - Bryan Singer pour X-Men 2
- 2005 : Sam Raimi pour Spider-Man 2
  - Michael Mann pour Collatéral
  - Michel Gondry pour Eternal Sunshine of the Spotless Mind
  - Alfonso Cuarón pour Harry Potter et le Prisonnier d'Azkaban
  - Quentin Tarantino pour Kill Bill, volume 2
  - Zhang Yimou pour Le Secret des poignards volants
- 2006 : Peter Jackson (3) pour King Kong
  - Christopher Nolan pour Batman Begins
  - Andrew Adamson pour Le Monde de Narnia : Le Lion, la Sorcière blanche et l'Armoire magique
  - Mike Newell pour Harry Potter et la Coupe de feu
  - George Lucas pour Star Wars, épisode III : La Revanche des Sith
  - Steven Spielberg pour La Guerre des mondes
- 2007 : Bryan Singer pour Superman Returns
  - J. J. Abrams pour Mission impossible 3 (Mission: Impossible III)
  - Alfonso Cuarón pour Les Fils de l'homme
  - Mel Gibson pour Apocalypto
  - Guillermo del Toro pour Le Labyrinthe de Pan
  - Tom Tykwer pour Le Parfum, histoire d'un meurtrier (Das Parfum : Die Geschichte eines Mörders)
- 2008 : Zack Snyder pour 300
  - Paul Greengrass pour La Vengeance dans la peau
  - David Yates pour Harry Potter et l'Ordre du phénix
  - Frank Darabont pour The Mist
  - Sam Raimi pour Spider-Man 3
  - Tim Burton pour Sweeney Todd : Le Diabolique Barbier de Fleet Street
- 2009 : Jon Favreau pour Iron Man
  - Clint Eastwood pour L'Échange
  - Steven Spielberg pour Indiana Jones et le Royaume du crâne de cristal
  - David Fincher pour L'Étrange Histoire de Benjamin Button
  - Christopher Nolan pour The Dark Knight : Le Chevalier noir
  - Bryan Singer pour Walkyrie
  - Andrew Stanton pour WALL-E

### Années 2010
- 2010 : James Cameron (5) pour Avatar
  - Neill Blomkamp pour District 9
  - Quentin Tarantino pour Inglourious Basterds
  - Guy Ritchie pour Sherlock Holmes
  - J. J. Abrams pour Star Trek
  - Kathryn Bigelow pour Démineurs
  - Zack Snyder pour Watchmen : Les Gardiens
- 2011 : Christopher Nolan pour Inception
  - Darren Aronofsky pour Black Swan
  - Clint Eastwood pour Au-delà
  - Matt Reeves pour Laisse-moi entrer
  - Martin Scorsese pour Shutter Island
  - David Yates pour Harry Potter et les Reliques de la Mort, 1re partie
- 2012 : J. J. Abrams pour Super 8
  - Brad Bird pour Mission impossible : Protocole Fantôme
  - Martin Scorsese pour Hugo Cabret
  - Steven Spielberg pour Les Aventures de Tintin : Le Secret de La Licorne
  - Rupert Wyatt pour La Planète des singes : Les Origines
  - David Yates pour Harry Potter et les Reliques de la Mort - Deuxième Partie
- 2013 : Joss Whedon — Avengers
  - William Friedkin — Killer Joe
  - Peter Jackson — Le Hobbit : Un voyage inattendu
  - Rian Johnson — Looper
  - Ang Lee — L'Odyssée de Pi
  - Christopher Nolan — The Dark Knight Rises
- 2014 : Alfonso Cuarón pour Gravity
  - J. J. Abrams pour Star Trek Into Darkness
  - Peter Berg pour Du sang et des larmes
  - Peter Jackson pour Le Hobbit : La Désolation de Smaug
  - Francis Lawrence pour Hunger Games : L'Embrasement
  - Guillermo del Toro pour Pacific Rim
- 2015 : James Gunn – Les Gardiens de la Galaxie
  - Alejandro González Iñárritu – Birdman
  - Doug Liman – Edge of Tomorrow
  - Christopher Nolan – Interstellar
  - Matt Reeves – La Planète des singes : L'Affrontement
  - Joe Russo and Anthony Russo – Captain America: The Winter Soldier
  - Bryan Singer - X-Men: Days of Future Past
- 2016 : Ridley Scott – Seul sur Mars
  - Alex Garland – Ex Machina
  - Colin Trevorrow – Jurassic World
  - George Miller – Mad Max: Fury Road
  - Guillermo del Toro – Crimson Peak
  - J. J. Abrams – Star Wars, épisode VII : Le Réveil de la Force
  - Peyton Reed – Ant-Man
- 2017 : Gareth Edwards - Rogue One: A Star Wars Story
  - Scott Derrickson – Docteur Strange
  - Jon Favreau – Le Livre de la jungle
  - Anthony et Joe Russo – Captain America: Civil War
  - Bryan Singer – X-Men: Apocalypse
  - Steven Spielberg – Le Bon Gros Géant
  - Denis Villeneuve – Premier Contact
- 2018 : Ryan Coogler – Black Panther
  - Guillermo del Toro – La Forme de l'eau
  - Patty Jenkins – Wonder Woman
  - Rian Johnson – Star Wars, épisode VIII : Les Derniers Jedi
  - Jordan Peele – Get Out
  - Matt Reeves – La Planète des singes : Suprématie
  - Denis Villeneuve – Blade Runner 2049
- 2019 : Jordan Peele – Us
  - Anna Boden et Ryan Fleck – Captain Marvel
  - Karyn Kusama – Destroyer
  - Guy Ritchie – Aladdin
  - Anthony et Joe Russo – Avengers: Endgame
  - Steven Spielberg – Ready Player One
  - James Wan – Aquaman
  - Zhang Yimou - Shadow

### Années 2020
- 2021 : J. J. Abrams – Star Wars, épisode IX : L'Ascension de Skywalker
  - Niki Caro – Mulan
  - Mike Flanagan – Doctor Sleep
  - Christopher Nolan – Tenet
  - Gina Prince-Bythewood – The Old Guard
  - Quentin Tarantino – Once Upon a Time… in Hollywood
  - Leigh Whannell – Invisible Man

- 2022 : Matt Reeves – The Batman
  - Guillermo del Toro – Nightmare Alley
  - Joseph Kosinski – Top Gun: Maverick
  - Jordan Peele – Nope
  - S. S. Rajamouli – RRR
  - Steven Spielberg – West Side Story
  - Jon Watts – Spider-Man: No Way Home

- 2024 : James Cameron - Avatar : La Voie de l'eau
  - Greta Gerwig - Barbie
  - James Gunn - Les Gardiens de la Galaxie Vol. 3
  - James Mangold - Indiana Jones et le Cadran de la destinée
  - Mark Mylod - Le Menu
  - Christopher Nolan - Oppenheimer
  - Danny & Michael Philippou - La Main

- 2025 : Denis Villeneuve – Dune, deuxième partie
  - Fede Álvarez – Alien: Romulus
  - Wes Ball – La Planète des singes : Le Nouveau Royaume
  - Tim Burton – Beetlejuice Beetlejuice
  - Shawn Levy – Deadpool & Wolverine
  - JT Mollner – Strange Darling
  - Takashi Yamazaki – Godzilla Minus One